# Грей, Сара
Сара Грей (англ. Sarah Gray; род. 29 октября 1990, Раэтихи) — новозеландская гребчиха, выступавшая за сборную Новой Зеландии по академической гребле в 2008—2016 годах. Бронзовая призёрка чемпионата мира, обладательница бронзовых медалей этапов Кубка мира, участница летних Олимпийских игр в Лондоне.

## Биография
Сара Грей родилась 16 октября 1988 года в городе Раэтихи, Новая Зеландия.
Заниматься академической греблей начала в 2005 году, проходила подготовку в Waikato Rowing Performance Centre. Окончила Университет Мэсси, получив степень бакалавра предпринимательства.
Первого серьёзного успеха на международном уровне добилась в сезоне 2008 года, когда вошла в состав новозеландской национальной сборной и побывала на чемпионате мира в Линце-Оттенсхайме, откуда привезла награду бронзового достоинства, выигранную в юниорской гонке парных четвёрок.
В 2010 году в парных четвёрках закрыла десятку сильнейших на молодёжном мировом первенстве в Бресте и стала шестой на взрослом домашнем мировом первенстве в Карапиро.
В 2011 году в той же дисциплине выиграла бронзовые медали на этапах Кубка мира в Гамбурге и Люцерне, а также на мировом первенстве в Бледе.
Благодаря череде удачных выступлений удостоилась права защищать честь страны на летних Олимпийских играх 2012 года в Лондоне — в программе четвёрок парных сумела квалифицироваться лишь в утешительный финал В и расположилась в итоговом протоколе соревнований на седьмой строке.
После лондонской Олимпиады Грей осталась в составе гребной команды Новой Зеландии на ещё один олимпийский цикл и продолжила принимать участие в крупнейших международных регатах. Так, в 2013 году в парных четвёрках она стала восьмой на этапе Кубка мира в Люцерне и седьмой на чемпионате мира в Чхунджу.
В 2014 году в той же дисциплине выиграла бронзовые медали на этапах Кубка мира в Эгбелете и Люцерне, в то время как на мировом первенстве в Амстердаме показала пятый результат.
В 2015 году на этапах Кубка мира в Варезе и Люцерне заняла шестое и четвёртое места соответственно, финишировала шестой чемпионате мира в Эгбелете.
Пыталась пройти отбор на Олимпийские игры 2016 года в Рио-де-Жанейро, однако на Европейской и финальной олимпийской квалификационной регате FISA в Люцерне со своей командой пришла к финишу лишь третьей, уступив экипажам из Китая и Украины.
Впоследствии работала ветеринаром в клинике при Калифорнийском университете в Дейвисе, специализировалась на лечении лошадей.